# Micromia novella
Micromia novella är en fjärilsart som beskrevs av W. Warren 1903. Micromia novella ingår i släktet Micromia och familjen mätare. Inga underarter finns listade i Catalogue of Life.